# 年末年始ふり〜きっぷ
年末年始ふりーきっぷ（ねんまつねんしふりーきっぷ）とは富山地方鉄道が販売している割引切符。同社の鉄道線・軌道線・バス全線を年末年始の連続7日間利用できる。

## 料金
1枚2,600円（子供1,300円）
12月20日～1月9日の21日間から連続した7日間を選んで切符のスクラッチ部分を削る。
（かつては3日間1,000円の時代もあった）